# Sokcsevits Dénes
Sokcsevits Dénes (Baja, 1960. január 16. –) (horvátul: Dinko Šokčević) magyarországi horvát történész, egyetemi docens.

## Életrajza
Az általános iskolát és a gimnáziumot Budapesten végezte el, majd Jugoszláviában tanult tovább ösztöndíjjal. Először (1978-tól) Újvidéken tanult szerbhorvát nyelvet és irodalmat, majd Zágrábban folytatta tanulmányait, a Bölcsészettudományi Karon tanult művészettörténetet és régészetet, ahol 1987-ben diplomázott.
1991-ben újságíró lett a magyarországi délszlávok akkori hetilapjánál (Narodne novine). Ugyanebben az évben kezdett el dolgozni a Janus Pannonius Tudományegyetem Bölcsészettudományi Karán. Először vendégoktatóként tanította a Balkán történelmét, majd a következő évben tanársegéd lett a horvát nyelv és irodalom tanszéken. Azóta is a Balkán és a Horvátország történelmét tanítja itt. Ma a Horvát tanszék vezetője.
1999-ben doktorált történelemtudományból, disszertációjának témája A horvátok magyarságképe a dualizmus idején. 1999 és 2009 között vendégtanár volt a Zágrábi Egyetemen. Ezután Eszéken a J. J. Strossmayer Egyetem Hungarológia Tanszékén volt vendégoktató 2009 és 2011 között.
2008-ban a PTE BTK Szlavisztika Intézet igazgatójává választották. J2017-ig a Zágrábi Magyar Intézet igazgatója, követségi tanácsos Jelenleg a Rubicon Intézet tudományos főmunkatársa Link

## Művei
A műveit magyar és horvát nyelven írja. Kutatási témái főleg a bácskai bunyevácok és a magyar-horvát kapcsolatok a 19-20. században. Válogatás.
- Déli szomszédaink története (társszerzőkkel), Bereményi Kiadó, Budapest, 1994
- A délszláv háború, Calibra Kiadó, Budimpešta, 1997
- A magyarországi horvátok története[7]
- Nemzeti és Etnikai Kisebbségek Magyarországon, poglavlje Horvátok[8]
- A színház meghódítása / Osvajanje kazališta: 10 éves a Pécsi Horvát Színház, Pécs/Pečuh, 2002
- Magyar múlt horvát szemmel, Kapu Kiadó, 2004
- Baráth Árpád–Gyurok János–Sokcsevits Dénes: Magyarországi horvát fiatalok életmódja. Croatica Kht. Budapest, 2002
- Gyurok János–Sokcsevits Dénes: A magyarországi horvát média. Croatica Kht. Budapest, 2000
- Hrvati u očima Mađara, Mađari u očima Hrvata. Kako se u pogledu preko Drave mijenjala slika drugoga? Naklada Pavičić, Zagreb, 2006
- Horvátország Közép-Európa és a Balkán közt. Kreatéka Kiadó, Budapest, 2007
- Pillantás a Balkánra interdiszciplináris tanulmányok a XX. századi Balkán-félszigetről; szerk. Schuller Balázs, Sokcsevits Dénes; GeniaNet–Történészcéh Egyesület, Pécs, 2007
- Mint nemzet a nemzettel... Tudományos tanácskozás a magyar-horvát kiegyezés 140. évfordulója emlékére Budapest, 2008. Tanulmánykötet; szerk. Sokcsevits Dénes; Croatica, Bp., 2011
- Horvátország a 7. századtól napjainkig; Mundus Novus, Bp., 2011
- A horvát-magyar együttélés fordulópontjai intézmények, társadalom, gazdaság, kultúra; főszerk. Fodor Pál, Sokcsevits Dénes, szerk. Jasna Turkalj, Damin Karbić, ford. Bubreg Györgyi, Kovács Lea, Lukács B. György; MTA BTK Történettudományi Intézet–Horvát Történettudományi Intézet, Bp.–Zagreb, 2015 (Magyar történelmi emlékek. Értekezések)
- A magyarországi horvátok rövid története; Croatica, Budapest, 2021
- Varga Szabolcs–Sokcsevits Dénes: A horvát szábor története; Országház Könyvkiadó, Budapest, 2022 (A magyar országgyűlések története)
- Mozaikkockák déli szomszédaink történetéből; Rubicon Intézet, Budapest, 2022

## Tagságai
- MTA Magyar-Szerb Történész Vegyesbizottság, tag
- MTA PAB Balkán munkabizottság, tag
- Zágrábi Tudományegyetem – Horvát Stúdiumok Történelem Tanszéke – Magyarország története – vendégtanár 1999-2009, Eszéki Egyetem Hungarológia Tanszék, vendégtanár 2009 és 2011 közt
- Riječ című magyarországi horvát irodalmi és kulturális folyóirat szerkesztőségének tagja 1996-tól 1999-ig
- Časopis za suvremenu povijest, Pilar és Croatica Christiana című zágrábi történelmi folyóiratok szerkesztőbizottságának tagja 1998-tól[2]
- Magyarországi Horvátok Tudományos Intézetének történelem és néprajzi részlegének a vezetője.[9]